# Gustave Pessard
Pour les articles homonymes, voir Pessard.
Gustave Pessard, né à Paris le 17 novembre 1846 et mort au Vésinet le 26 août 1932, est un historien de Paris et compositeur français.

## Biographie
Gustave Pessard était un historien de Paris qui fut membre de la Société historique du 4e  arrondissement en 1904, et qui était également compositeur sous le pseudonyme de N. Pita.

## Distinctions
- Chevalier de la Légion d'honneur (1922).

## Publications
- Méthode de tambour contenant toutes les batteries d'ordonnance officielles, un grand nombre de marches pour tambour seul et pour tambour et clairon (1885)
- Méthode de Fifre (1887)
- Paris nouveau et ancien (1892)[3]
- Nouveau dictionnaire historique de Paris  (préf. Charles Normand), Paris, Eugène Rey, 1904, 1693 p. (lire en ligne)
- Mamz'elle Chiffonnette (1908)[4]
- Statuomanie parisienne (1912)
- De Droite et de gauche, excursions parisiennes du bois de Vincennes au bois de Boulogne (1923)